# Barco de pesca

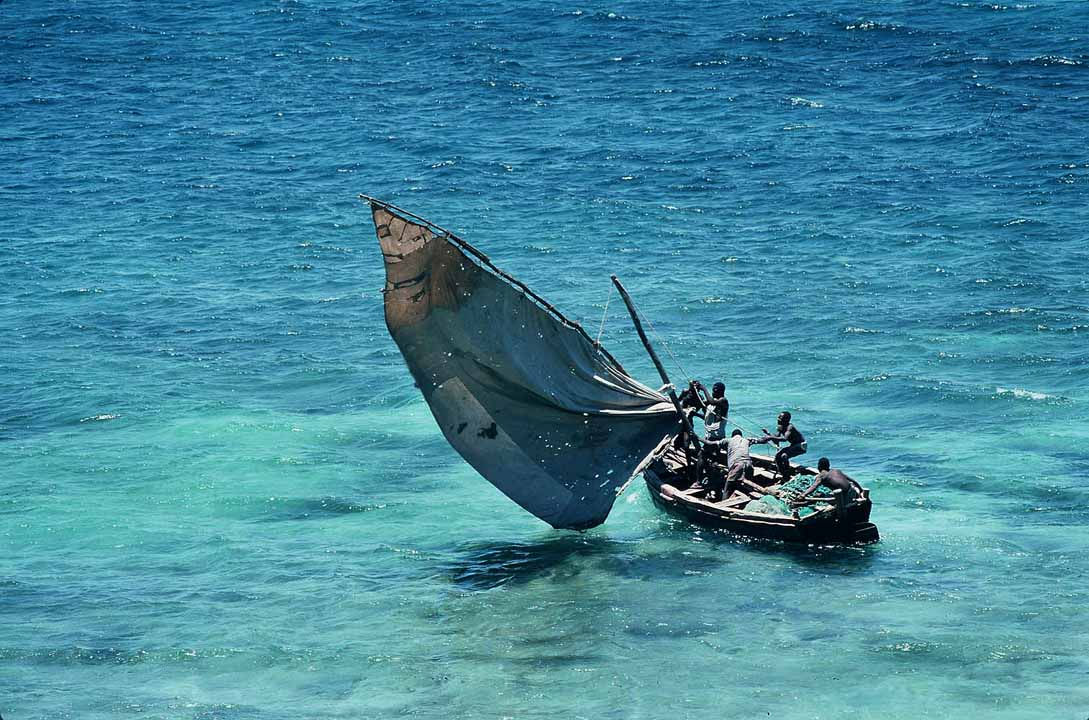
Pequena embarcação de pesca artesanal de Moçambique.

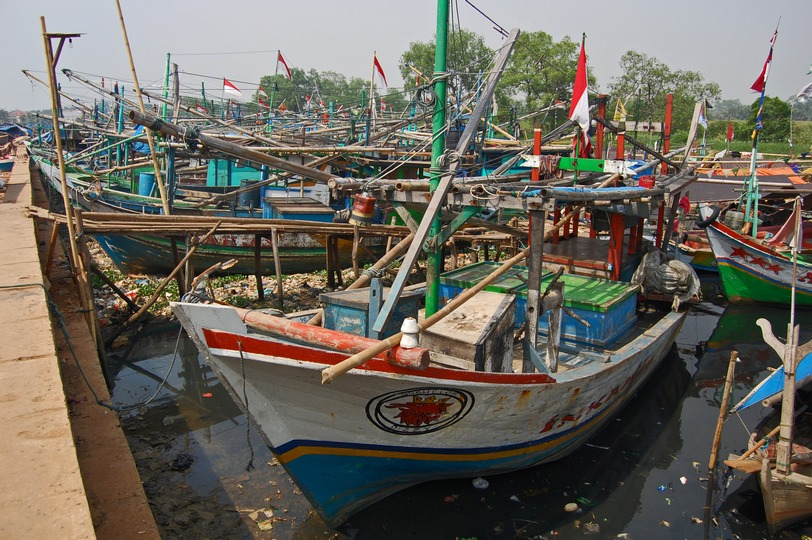
Barco de pesca tradicional da Indonésia.

Um barco de pesca, ou mais formalmente navio de pesca, é qualquer tipo de embarcação construída ou adaptada para a atividade da pesca. Os barcos de pesca podem variar desde uma simples jangada ou canoa até grandes navios que podem efetuar campanhas de pesca de vários meses sem regressar ao porto-base, os barcos-fábrica.
As adaptações para a pesca podem ser máquinas para operar as artes de pesca, como guinchos ou aladores, que não implicam modificações no casco, mas podem também levar à alteração da estrutura básica, como no caso de alguns arrastões em que a popa contém uma rampa para a operação da rede de arrasto.
As embarcações de pesca mais simples e mais pequenas, como as canoas e jangadas, são geralmente utilizadas para a pesca artesanal à linha ou com redes simples, como as redes de emalhar ou os xalavares.
Também existem as embarcações projetadas para aqueles que pescam por prazer ou diversão, como os trawlers. O trawler, tradução literal de rebocador, é um barco com casco semideslocante, diferentemente do casco planador de uma lancha, que é mais veloz e instável.